# Stephen Johns
Stephen Johns (né le 18 avril 1992 à Wampum dans l'État de Pennsylvanie aux États-Unis) est un joueur professionnel américain de hockey sur glace. Il évolue au poste de défenseur.

## Biographie
Issu du programme de développement américain, Johns est repêché au 60e rang par les Blackhawks de Chicago lors du repêchage d'entrée dans la LNH 2010. Il part faire ses études à l'Université de Notre Dame où il évolue pour l'équipe des Fighting Irish. Il sort diplômé de l'université et signe un contrat d'une durée de deux ans avec les Blackhawks.
Il débute comme professionnel vers la fin de la saison 2013-2014 avec les IceHogs de Rockford, club-école affilié aux Blackhawks dans la Ligue américaine de hockey. Après avoir passé toute la saison suivante à Rockford, il est échangé le 10 juillet 2015 aux Stars de Dallas avec Patrick Sharp contre Trevor Daley et Ryan Garbutt.
Il passe la majorité de la saison 2015-2016 dans la LAH avec les Stars du Texas mais fait ses débuts dans la Ligue nationale de hockey avec l'équipe de Dallas, jouant 14 matchs en saison régulière en plus de 13 matchs en séries éliminatoires.

## Statistiques

### En club
| Saison     | Équipe                         | Ligue      |     | Saison régulière | Saison régulière | Saison régulière | Saison régulière | Saison régulière |   | Séries éliminatoires | Séries éliminatoires | Séries éliminatoires | Séries éliminatoires | Séries éliminatoires |
| Saison     | Équipe                         | Ligue      | PJ  | B                | A                | Pts              | Pun              | PJ               | B | A                    | Pts                  | Pun                  |                      |                      |
| 2008-2009  | U.S. National Development Team | NAHL       | 31  | 3                | 5                | 8                | 30               | -                | - | -                    | -                    | -                    |                      |                      |
| 2009-2010  | U.S. National Development Team | USHL       | 23  | 1                | 7                | 8                | 29               | -                | - | -                    | -                    | -                    |                      |                      |
| 2010-2011  | Université de Notre Dame       | CCHA       | 44  | 2                | 11               | 13               | 98               | -                | - | -                    | -                    | -                    |                      |                      |
| 2011-2012  | Université de Notre Dame       | CCHA       | 37  | 4                | 6                | 10               | 71               | -                | - | -                    | -                    | -                    |                      |                      |
| 2012-2013  | Université de Notre Dame       | CCHA       | 41  | 1                | 13               | 14               | 62               | -                | - | -                    | -                    | -                    |                      |                      |
| 2013-2014  | Université de Notre Dame       | H. East    | 40  | 8                | 12               | 20               | 69               | -                | - | -                    | -                    | -                    |                      |                      |
| 2013-2014  | IceHogs de Rockford            | LAH        | 8   | 1                | 4                | 5                | 4                | -                | - | -                    | -                    | -                    |                      |                      |
| 2014-2015  | IceHogs de Rockford            | LAH        | 51  | 4                | 17               | 21               | 44               | 8                | 3 | 4                    | 7                    | 4                    |                      |                      |
| 2015-2016  | Stars du Texas                 | LAH        | 55  | 4                | 20               | 24               | 43               | -                | - | -                    | -                    | -                    |                      |                      |
| 2015-2016  | Stars de Dallas                | LNH        | 14  | 1                | 2                | 3                | 6                | 13               | 0 | 0                    | 0                    | 6                    |                      |                      |
| 2016-2017  | Stars du Texas                 | LAH        | 2   | 3                | 0                | 3                | 0                | -                | - | -                    | -                    | -                    |                      |                      |
| 2016-2017  | Stars de Dallas                | LNH        | 61  | 4                | 6                | 10               | 36               | -                | - | -                    | -                    | -                    |                      |                      |
| 2017-2018  | Stars de Dallas                | LNH        | 75  | 8                | 7                | 15               | 41               | -                | - | -                    | -                    | -                    |                      |                      |
| 2018-2019  | Stars de Dallas                | LNH        | 0   | 0                | 0                | 0                | 0                | -                | - | -                    | -                    | -                    |                      |                      |
| 2019-2020  | Stars de Dallas                | LNH        | 17  | 2                | 3                | 5                | 10               | 4                | 0 | 0                    | 0                    | 0                    |                      |                      |
| 2019-2020  | Stars du Texas                 | LAH        | 2   | 1                | 3                | 4                | 4                | -                | - | -                    | -                    | -                    |                      |                      |
| 2020-2021  | Stars de Dallas                | LNH        | 0   | 0                | 0                | 0                | 0                | -                | - | -                    | -                    | -                    |                      |                      |
| Totaux LNH | Totaux LNH                     | Totaux LNH | 167 | 15               | 18               | 33               | 93               | 17               | 0 | 0                    | 0                    | 6                    |                      |                      |

### En équipe nationale
| Année | Compétition                  |   | PJ | B | A | Pts | Pun           |  | Résultat |
| 2010  | Championnat du monde -18 ans | 7 | 0  | 3 | 3 | 10  | Médaille d'or |  |          |
| 2012  | Championnat du monde junior  | 6 | 1  | 1 | 2 | 2   | 7e place      |  |          |

## Trophées et honneurs personnels
- 2013-2014 : nommé dans la deuxième équipe d'étoiles de Hockey East.